# 看不到的世界
《看不到的世界》（英語：Richard Hammond's Invisible Worlds）為英國廣播公司製作的科學紀錄片，由理查德·哈蒙德主持，以先進攝影技術展示人類肉眼無法看見的事物，節目共分3集。

## 每集內容
| 集數 | 標題     | 導演            | 英國播出日期  |
| ---- | -------- | --------------- | ------------- |
| 1    | 速度限制 | Gavin Maxwell   | 2010年3月16日 |
| 2    | 視線之外 | Dan Clifton     | 2010年3月23日 |
| 3    | 改變規模 | Matthew Wortman | 2010年3月30日 |

## 海外播放
香港
2012年2月15日起逢星期三晚9時半於無綫電視明珠台首播，同年8月18日起逢星期六下午4時於高清翡翠台播放。
中国大陆
2012年7月11日中国中央电视台综合频道（CCTV-1，香港版本除外）开始播出。

## 影碟發行
本節目的DVD及藍光光碟於2010年5月3日發行。

## 外部連結
- 英國廣播公司《看不到的世界》節目官方網站 （页面存档备份，存于）
- 互联网电影数据库（IMDb）上《看不到的世界》的资料（英文）